# Municipio de East Sullivan
El municipio de East Sullivan (en inglés: East Sullivan Township) es un municipio ubicado en el condado de Sharp en el estado estadounidense de Arkansas. En el año 2010 tenía una población de 321 habitantes y una densidad poblacional de 7,09 personas por km².

## Geografía
El municipio de East Sullivan se encuentra ubicado en las coordenadas 35°59′20″N 91°35′53″O / 35.98889, -91.59806. Según la Oficina del Censo de los Estados Unidos, el municipio tiene una superficie total de 45.27 km², de la cual 45,27 km² corresponden a tierra firme y (0 %) 0 km² es agua.

## Demografía
Según el censo de 2010, había 321 personas residiendo en el municipio de East Sullivan. La densidad de población era de 7,09 hab./km². De los 321 habitantes, el municipio de East Sullivan estaba compuesto por el 97,2 % blancos, el 0,93 % eran afroamericanos, el 0,31 % eran de otras razas y el 1,56 % eran de una mezcla de razas. Del total de la población el 0,31 % eran hispanos o latinos de cualquier raza.